# أليخاندرو مونتيكتشيا
اليخاندرو مونتيكتشيا (بالإسبانية: Alejandro Montecchia)‏ مواليد 01 يناير 1972، هو لاعب كرة سلة أرجنتيني سابق بدأ مسيرته الاحترافية في سنة 1994 يلعب في تقاعد. يبلغ طوله 6 قدم 0 بوصة (1.8 م).

## الميداليات
| الميدالية | المسابقة                             |
| --------- | ------------------------------------ |
| فضية      | بطولة العالم لكرة السلة 2002         |
| فضية      | بطولة أمم الأمريكتين لكرة السلة 2003 |
| برونزية   | بطولة أمم الأمريكتين لكرة السلة 1999 |

## روابط خارجية
- اليخاندرو مونتيكتشيا على موقع الاتحاد الدولي لكرة السلة (الإنجليزية)
- اليخاندرو مونتيكتشيا على موقع الدوري الأوروبي لكرة السلة (الإنجليزية)
- اليخاندرو مونتيكتشيا على موقع الدوري الإسباني لكرة السلة (الإسبانية)
- اليخاندرو مونتيكتشيا على موقع كرة السلة الأوروبية.كوم (الإنجليزية)
- اليخاندرو مونتيكتشيا على موقع ريلجم (الإنجليزية)
- اليخاندرو مونتيكتشيا على موقع بروبوليرز (الإنجليزية)
- اليخاندرو مونتيكتشيا على موقع سبورتس رفرنس (الإنجليزية)
- اليخاندرو مونتيكتشيا على موقع أوليمبيديا (الإنجليزية)